# Vytas Navickas
Vytas Navickas (* 14. März 1952 in Degėsiai, Rajongemeinde Lazdijai) ist ein litauischer Ökonom, Professor, ehemaliger Politiker (Wirtschaftsminister).

## Leben

### Ausbildung und wissenschaftliche Tätigkeiten
1970 machte Navickas das Abitur an der Mittelschule in Druskininkai. 1970 bis 1975 studierte er an der Fakultät für Finanzen und Rechnungswesen der Universität Vilnius. Seit Juni 1975 ist er diplomierter Wirtschaftsmathematiker.
Von 1975 bis 1989 arbeitete Vytas Navickas als wissenschaftlicher Mitarbeiter am Wirtschaftsinstitut der Litauischen Akademie der Wissenschaften. 1983 promovierte er in Wirtschaftswissenschaften.
Von 1980 bis 1989 und von 1997 bis 2004 lehrte er am VPI, Universität Vilnius, VU TVM und VGTU,
von 2008 bis 2010 an der MRU. Seit 2012 lehrt Vytas Navickas als Professor für Betriebswirtschaft und VWL an der Litauischen Pädagogischen Universität (jetzt Lietuvos edukologijos universitetas) in Vilnius.

### Politische Karriere
Von April 1990 bis zum Mai 1991, vom 5. Oktober 1995 bis zum 8. Februar 1996 und erneut vom 19. Juli 2006 bis zum 9. Dezember 2008 war Vytas Navickas Wirtschaftsminister Litauens. Zudem war er von Mai 1991 bis zum Oktober 1995 stellvertretender Wirtschaftsminister. Von 2004 bis 2008 gehörte er als Abgeordneter der Fraktion der Litauischen Bauernpartei dem litauischen Parlament an, ohne Mitglied der Partei zu sein.
In seiner dritten Amtszeit als Wirtschaftsminister (2006 bis 2008) betrieb Navickas maßgeblich die umstrittene Bildung des nationalen Energieversorgers Leo LT.

### Weitere Tätigkeiten
Von 1996 bis 2004 war Navickas Geschäftsführer der Firma „Draudos asistavimas“, von 1999 bis 2005 Vizepräsident des Hanse-Parlamentes und von 2001 bis 2005 Präsident der IHK Vilnius.